# Стародобровольское
Стародобровольское (укр. Стародобровільське) — село,
Новолатовский сельский совет,
Широковский район,
Днепропетровская область,
Украина.
Код КОАТУУ — 1225885506. Население по переписи 2001 года составляло 314 человек .

## Географическое положение
Село Стародобровольское находится на правом берегу реки Ингулец,
выше по течению на расстоянии в 1,5 км расположено село Новосёловка,
ниже по течению на расстоянии в 2,5 км расположен пгт Зелёное (Криворожский городской совет),
на противоположном берегу — село Новолатовка.

## История
- 2003 год — изменён статус с посёлок на село.